# Козіровський Олександр Вікторович
Олекса́ндр Ві́кторович Козіро́вський — український військовослужбовець, учасник російсько-української війни. Герой України (2024), кавалер ордена «За мужність» ІІІ ступеня (2022).

## Життєпис
Старшина 2-ї статті. 
Служить у Військово-морських силах Збройних сил України. 
Після початку повномасштабного вторгнення виконував бойові завдання на різних ділянках фронту. 
Завдяки його мужності та професіоналізму знищено значну кількість окупантів і ворожої техніки .